# Xestoblatta
Xestoblatta es un género de cucarachas, insectos de la familia Ectobiidae.

## Especies
- Xestoblatta affinis
- Xestoblatta agautierae
- Xestoblatta amaparica
- Xestoblatta amazonica
- Xestoblatta amedegnatae
- Xestoblatta annulicornis
- Xestoblatta bananae
- Xestoblatta berenbaumae
- Xestoblatta braziliae
- Xestoblatta buhrnheimi
- Xestoblatta buscki
- Xestoblatta cantralli
- Xestoblatta carbuncula
- Xestoblatta carrikeri
- Xestoblatta castanea
- Xestoblatta caussaneli
- Xestoblatta cavicola
- Xestoblatta deleporti
- Xestoblatta ecuadorana
- Xestoblatta erythrina
- Xestoblatta festae
- Xestoblatta gracilis
- Xestoblatta hamata
- Xestoblatta hoplites
- Xestoblatta immaculata
- Xestoblatta jygautieri
- Xestoblatta mamorensis
- Xestoblatta micra
- Xestoblatta mira
- Xestoblatta nourragui
- Xestoblatta nyctiboroides
- Xestoblatta panamae
- Xestoblatta para
- Xestoblatta peruana
- Xestoblatta poecila
- Xestoblatta potrix
- Xestoblatta ramona
- Xestoblatta rondonensis
- Xestoblatta roppai
- Xestoblatta sancta
- Xestoblatta surinamensis
- Xestoblatta tingomariensis
- Xestoblatta vera
- Xestoblatta zeteki